# Fresh Familee
Fresh Familee war eine der ersten deutschen Hip-Hop-Gruppen und wurde Ende der 1980er Jahre in Ratingen-West von türkischen, marokkanischen, mazedonischen und deutschen Jugendlichen gegründet.

## Beschreibung
In ihren Liedern singen sie über Drogen, Gewalt, Kriminalität oder Fremdenhass – Themen, die die Bandmitglieder persönlich betreffen, denn Ratingen-West ist ein Stadtteil, der aufgrund der hohen Arbeitslosenquote als sozialer Brennpunkt gilt. Für Tachi und seine Freunde bedeutete die Musik den Ausstieg aus einem Leben mit Drogen, Schlägereien und anderen kriminellen Delikten.
Fresh Familee gründete sich 1988 in Ratingen-West. Die Gruppe bestand aus Jugendlichen türkischer, marokkanischer, mazedonischer, spanischer und deutscher Herkunft.
Sie wurden schnell bekannter, bekamen 1990 den Düsseldorfer Nachwuchspreis und gingen 1993 als Vorgruppe des amerikanischen Rappers Ice-T und seiner Rockband Body Count auf Deutschlandtour.
Ihr Song Ahmet Gündüz gilt als erste in Deutschland gepresste Rap-Produktion in deutscher Sprache. Sie erhielten als zweite deutsche Rapformation, nach den Fantastischen Vier, einen Plattenvertrag mit einem Major-Label, der Phonogram/Mercury. Es folgten Fernsehauftritte und Interviews im WDR, ZDF, Sat.1 und dem ORF.
1998 hat sich die Gruppe aufgelöst. Seitdem wirken die Mitglieder in anderen Musikgruppen mit oder betreiben Soloprojekte. So etwa Tachi in der Jazzkantine und Plattenpapzt, der 1995 sein erstes Soloalbum veröffentlichte.
Über Fresh Familee wurde 1991 von Detlev F. Neufert der erste deutsche Hip-Hop-Film gedreht: Fresh Familee - Coming from Ratinga. Er wurde zuerst im WDR Fernsehen ausgestrahlt. Der Film galt vielen als Türöffner zu Rap und Hip-Hop in Deutschland. Regisseur Neufert singt im Lied Heimat den Refrain. Die ersten Proben der Gruppe starteten im Jugendclub von Ratingen-West. Die Aufnahmen zu ihrem ersten Album fanden unter der Leitung von Romano Granderath im Zollhof 15 im Düsseldorfer Hafen statt, der mittlerweile abgerissen und durch drei Bürogebäude von Frank O. Gehry ersetzt wurde.

## Diskografie

### Alben
- 1991: Coming From Ratinga (LP)
- 1993: Falsche Politik (LP + CD, 7 Tracks)
- 1994: Alles Frisch (LP + CD, 14 Tracks)
- 1995: Wir sind da! (LP + CD)

### Maxi-CDs und 12″
- 1989: Ahmet Gündüz
- 1993: Heimat (12'' + Maxi-CD)
- 1993: Heimat (Remixes) (12'')
- 1993: Party (12'') (b/w: Ratingen West)
- 1994: Ahmet Gündüz II (Sample von Sezen Aksu - Belalım)
- 1994: Sexy Kanake (Maxi-CD)
- 1996: Es ist Sommer (Maxi-CD)
- 1998: Wir sind da! (Maxi-CD)

## Dokumentationen
- Fresh Familee. Coming from Ratinga. von Detlev F. Neufert, WDR 1991, 45 Min.